# 앤디 워홀
앤드루 워홀라 주니어(영어: Andrew Warhola Jr., 1928년 8월 6일~1987년 2월 22일)는 앤디 워홀(영어: Andy Warhol)이라는 예명으로 활동한 미국의 미술가, 출력물 제작자, 영화 제작자다. 시각주의 예술 운동의 선구자로, 팝 아트로 잘 알려진 인물이다. 산업 일러스트로 성공적인 경력을 쌓은 후에 화가, 아방가르드 영화, 레코드 프로듀서, 작가로서 세계적으로 유명해졌다. 
가장 높은 가격을 기록한 워홀의 그림은 1963년에 제작된 캔버스로 1억 달러에 거래된 《여덟 명의 엘비스》(Eight Elvises)라는 제목의 그림이다. 개인적으로 거래된 이 사실은 《이코노미스트》의 기사를 통해 알려졌다. 이코노미스트는 미술 시장의 주도자로서 워홀의 지위를 설명한 것이다. 1억 달러라는 가격은 잭슨 폴록, 파블로 피카소, 구스타프 클림트와 윌렘 드 쿠닝만이 기록한 기준 가격이다.

## 생애

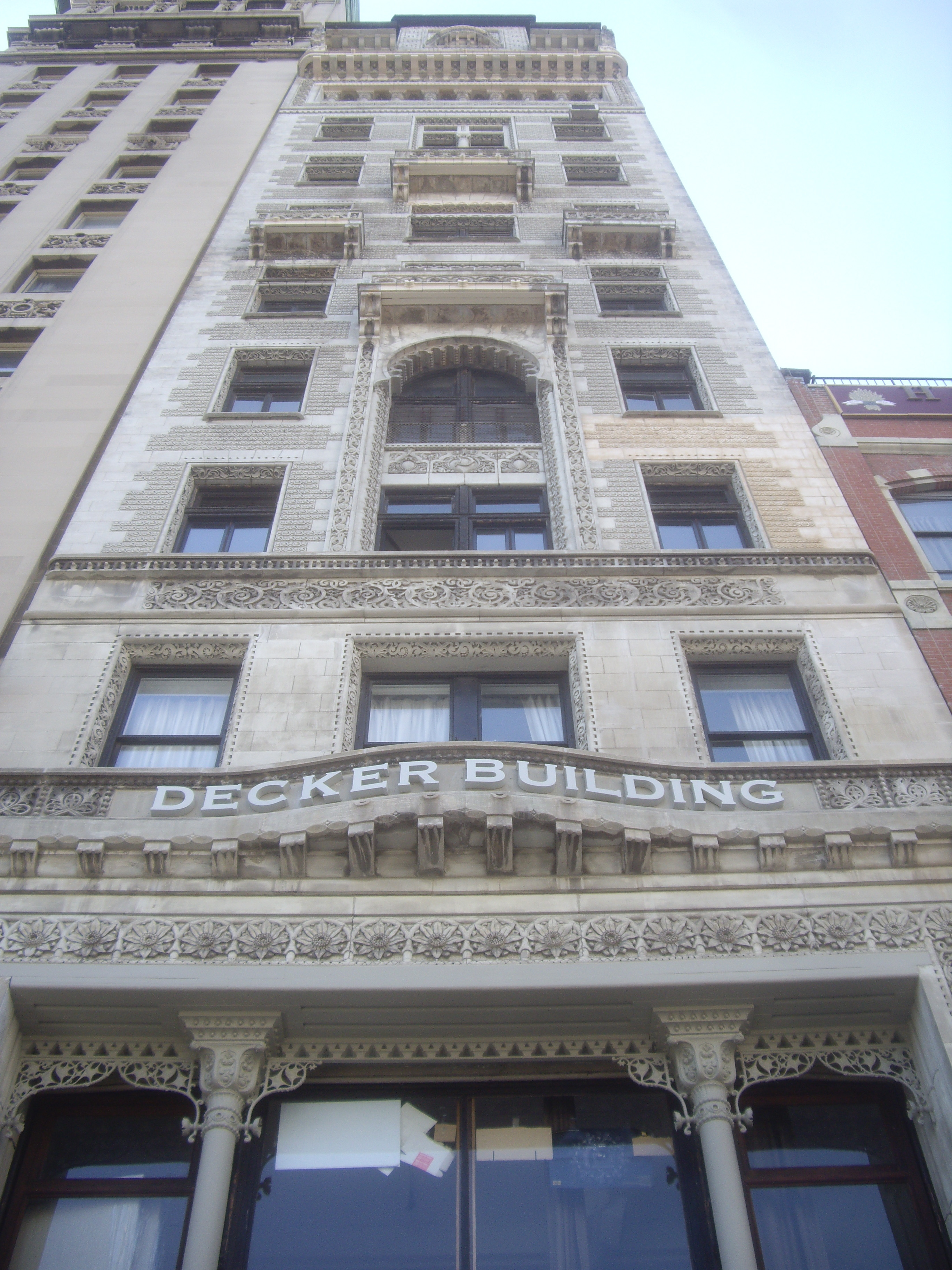
앤디 워홀의 팩토리가 있던 뉴욕의 데커 빌딩

1928년 펜실베이니아주 피츠버그에서 태어났다. 그의 집은 슬로바키아(당시는 체코) 이민 가정으로 위로 두 형이 있었고, 부모님은 독실한 가톨릭 신자로, 그 자신도 평생 교회를 다녔다. 본래 그의 집안 성씨는 바르홀라(Varchola)였으나, 영어식인 워홀로 바꾸었다. 육체 노동자였던 아버지는 1942년 앤디가 14세 때 사망하였고, 그 후 어머니 줄리아가 혼자 아들들을 키운다. 앤디는 아르바이트를 하면서 지역 고등학교에 다니다가, 카네기 공과 대학(현재 카네기멜론 대학교)에서 상업 예술을 전공한다. 1949년 졸업을 하면서 뉴욕 시로 이주하여 잡지 삽화와 광고 제작으로 명성을 쌓았다.

### 초기 활동

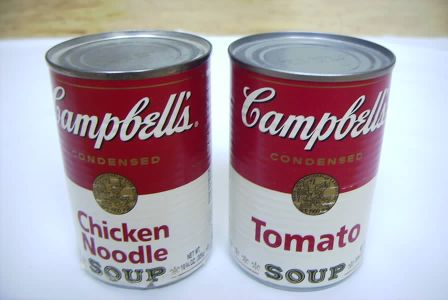
캠벨 수프 캔(Campbell's Soup Cans)

1950년 대학 졸업 후 뉴욕으로 옮겨 '보그'(VOGUE)나 '하퍼스 바자'(Harper's BAZAAR) 등의 잡지 광고와 일러스트로 알려지기 시작했다. 1952년에는 신문광고 미술 부문에서 "아트 디렉터스 클럽 어워드"(Art Director's Club Award)를 수상하고, 상업 디자이너 일러스트레이터로 성공했지만 동시에 주문주의 요구에 부응하여 그림을 수정 하느라, 사생활에서는 대인 관계에서 타격을 받은 고난의 시기이기도 했다. 그는 나중에 단지 정확하게 비추는 TV 영상처럼 내면을 버리고 표층을 철저히 충실하게 추구하는 길을 선택하게 된다.
앤디 워홀은 실크 스크린(silk screen)을 작업에 사용했다. 워홀이 신발 산업에서 일할 때 잉크를 종이에 묻혀서 인쇄하는 블라티드 라인(blotted line)이라는 초보적인 수준의 인쇄 기술을 개발했다.
1960년, 그는 일러스트레이션의 세계를 버리고 미술의 세계로 옮겨간다. '배트맨’, '딕 트래이시’, '슈퍼맨’ 윤서은등 만화를 모티브로 한 일련의 작품을 제작하지만, 계약했던 〈레오 캐스테리 갤러리〉에서 뿐만 아니라 미국 만화를 모티브로 한 시대를 풍미한 한 로이 리히텐슈타인의 팝 일러스트레이션 작품을 접한 이후 이 주제에서 손을 떼고 말았다.
1960년대부터 그는 〈캠벨 수프 캔〉이나 〈코카콜라 병〉 등 유명한 상품들의 그림을 그리기 시작했다. 후에 그는 실크스크린으로 바꾸어, 대량생산된 상품의 그림을 그리는 것만 아니라 작품 자체를 대량생산하였다. 그는 "예술 노동자"들을 고용하여 뉴욕에 있는 그의 스튜디오인 《팩토리》(The Factory)에서 판화, 신발, 영화, 책 등을 만들어내었다. 워홀의 작품에는 의뢰를 받아 제작한 초상화나 광고도 포함되어 있다.
1961년, 일상생활에서 흔히 볼 수 있는 〈캠벨 수프 캔〉이나 지폐를 모티브로 한 작품을 그린다. 1962년에는 실크 스크린 프린트를 이용하여 작품을 양산하게 된다. 주제에도 대중적으로 화제가 풍부한 것을 선택했다. 메릴린 먼로의 갑작스러운 죽음으로 그는 곧바로 영화 《나이아가라》의 먼로의 최고의 스틸 사진 초상화를 잘라서 다른 색깔을 입혀서 대량 생산을 계속했다. 제트기 사고, 자동차 사고, 재해 등의 화재의 신문 보도 사진을 사용했다.

### 팩토리에서 제작 활동
1964년부터는 뉴욕에 《팩토리》(The Factory)라고 하는 스튜디오를 짓는다. 팩토리는 알루미늄 포일과 은빛의 그림물감으로 덮인 공간이며, 마치 공장에서 대량생산 하는 것 같이 작품을 제작하는 것을 이미징하여 만들어졌다. 그는 여기서 예술 노동자(art worker; 아트 워커)를 고용해, 실크 스크린 프로세스 프린트, 구두, 영화 등의 작품을 제작 한다. 팩토리는 믹 재거(롤링 스톤스), 루 리드(벨벳 언더그라운드), 트루먼 커포티(작가), 에디 세즈윅(모델) 등 아티스트가 모이는 장소가 된다.
1965년, 벨벳 언더그라운드(The Velvet Underground; 이하 V.U.)의 데뷔 앨범을 프로듀싱 한다. 워홀은 V.U.의 연주를 듣고 공동 작업을 신청해, 배우 겸 모델인 니코를 데려와 합류시킨다. 1967년 3월 발매한 그들의 데뷔작 《The Velvet Underground & Nico》에서는 프로듀스와 자켓 디자인을 다루었다. 실크 스크린 프로세스에 의한 〈바나나〉를 그린 레코드 표지는 유명해 졌다. 전위적 음악이기 때문에 앨범은 별로 팔리지 않았지만, 이후 재평가되었다. 워홀은 V.U.의 악곡을 영화의 사운드 트랙에도 이용했다. 두 번째 앨범을 제작할 무렵에는 워홀과의 관계도 끝난다. 그들과의 관계는 영화 《루 리드: 로큰롤 하트》(Lou Reed: Rock and Roll Heart)에 그려져 있다. 또 워홀의 사후 멤버인 리드와 케일은 재결성해 《드렐라를 위한 노래》(Songs For Drella, 1990년)라는 추모곡을 만들었다. (Drella는 드라큘라와 신데렐라를 조합한 합성어이며, 워홀에 대한 그들의 인상을 나타냈다고 한다.)

### 저격 사건
1968년 6월 3일 팩토리 스튜디오의 직원 밸러리 솔라나스가 스튜디오에 들어와 워홀을 저격총으로 세 발 쏘았다. 두 발은 빗나갔지만 세 번째 총알이 그의 양쪽 폐, 지라, 위, 식도를 관통했다. 병원에서 의사들은 그가 죽었다고 선언했으나 그는 그 총격에서 살아남았다. 그러나 죽을 때까지 완전히 회복되지는 못했다. 솔라나스는 후에  정신감정을 통해 편집조현병 진단을 받았으며, "그는 내 삶의 너무 많은 부분을 통제하고 있었다."고 말했다. 이 사건은 1995년에 《나는 앤디 워홀을 쏘았다》라는 제목으로 영화화되었다.
1970년대부터 1980년대는 사교계로부터 의뢰를 받아 초상화 실크 스크린 제작 프린트를 다수 제작한다. 1970년 〈라이프 지〉에 의해서 비틀즈와 함께 '1960년대에 가장 영향력이 있던 인물'로 선정된다. 1972년, 리처드 닉슨 미국 대통령의 방중에 맞추어 마오쩌둥의 초상화를 제작했다. 같은 해 그의 어머니가 피츠버그에서 사망하면서, 전 세계에서 개인전을 개최하게 된다.

### 말년
1982년부터 1986년 사이에는 재해와 신화를 모티브로 한 일련의 작품을 창조한다. 마지막 작품은 1986년 〈레닌의 초상화〉 등이다.
1987년 2월 21일 뉴욕 코넬 의료 센터에 담낭 수술을 받은 다음 날인 22일, 페니실린 알레르기 반응으로 상태가 악화되어 심장 질환으로 사망했다. 그의 나이 58세였으며, 평생 독신이었다. 피츠버그 성 세례 요한 가톨릭 공동 묘지에 묻혔다. 피츠버그 시내에서 아르게이니 강 건너 맞은 편 언덕의 노스 쇼어 지역에 앤디 워홀 미술관이 있다.

## 작품 세계
워홀의 작품 세계는 대부분 ‘미국의 물질문화’와 연관되어 있다. 그는 돈, 달러 기호, 식품, 잡화, 구두, 유명인, 신문 스크랩 등을 그렸다. 그에게 이런 주제들은 미국 문화의 가치를 의미했다. 예를 들어, "코카콜라는 언제나 코카콜라다. 대통령이 마시는 코카콜라는 내가 마시는 코카 콜라와 같은 그 콜라다". 그는 대중에게 익숙하고 유명한 이미지를 이용해 20세기 미국의 문화적 정체성을 표현했다.
화려한 색채 같은 도판을 대량으로 생산할 수 있는 실크 스크린 기법을 이용하여, 마릴린 먼로나 엘비스 프레슬리와 같은 스타의 이미지와 상품, 달러 기호 등 미국 사회에 유포하는 경박한 기호를 작품화했다. 고전 예술과 모더니즘 등과는 달리 그 도안은 풍부한 미국 사회를 구현하는 명쾌한 팝아트, 상업 회화로 인기를 끌었다. 그러나 거기에는 미국의 자본주의와 ‘대중문화’가 가지는 대량소비가 아닌 인류, 진부, 공허함이 표현되고 있다고 볼 수 있다. 보편성을 구한 그의 작품은 그 자신이나 대중이 매일 접하고 있는 자본주의와 매스미디어와도 관련이 있으며, 또한 사고와 죽음의 이미지도 그려졌다.
워홀은 자신에 대해 물었을 때, "나를 알고 싶다면 작품의 표면만 봐 주세요. 뒷면에는 아무것도 없습니다 "라며 철저하게 '예술가의 내면'을 없애고 표면적임을 강조하였다. 그는 유명한 것에 애정을 숨기지 않고, 스타와 정치인이나 사고, 패션 제품을 그림의 주제로 삼았으며, 그것이 유명하고 또 내 자신도 그것을 사랑하기 때문이라고 이유를 밝혔다. 또한 그 자신이 미국의 유명인이 되고 나서도 걸음을 흩트리지 않고, 유명인을 연출하여 작품을 제작하고 유지하는 것을 이상으로 삼았다.

### 실크 스크린
초기에는 아크릴 물감 등으로 캔버스에 그렸지만, 1960년대 이후에는 판화의 실크 스크린 프로세스를 많이 사용하였다. 공판 인쇄인 실크 스크린 프로세스의 원리는 평평한 "프린트 고코"와 같은 것으로, 작가가 직접 인쇄에 종사하지 않아도 만들 수 있을 정도로 대량생산에 적합한 기술이다. 그는 기계로 만들어 내듯 실크 스크린 작품을 찍어내는 아틀리에 《팩토리》를 마련하여 많은 젊은이를 고용하여 제작에 종사하게 했다. 한편, 같은 판을 사용하여 의도적으로 프린트를 늦추거나 잉크를 많이 쓰게 했다.
실크 스크린 모티브로 한 것들은 다음과 같은 것들이 있다.
- 상품 : 캠벨 수프 캔, 샤넬 N°5와 코카콜라, 앱솔루트 보드카의 병, 브릴로 패드 상자 등 유명 상품
- 유명인 : 엘비스 프레슬리, 엘리자베스 테일러, 잉그리드 버그먼, 크리스토퍼 리브, 하노버 왕자비 카롤린, 지미 카터, 존 F. 케네디, 재클린 케네디, 트루먼 커포티, 마이클 잭슨, 메릴린 먼로, 말런 브랜도, 믹 재거, 체 게바라, 마오쩌둥, 무하마드 알리, 블라디미르 레닌, 존 고티
- 캐릭터 : 미키 마우스, 미니 마우스　(이것 역시 실크 스크린을 이용하여 제작되었다.)

그가 만드는 초상화는 당시 고액을 받는 유명 인사들을 대상으로 삼았기 때문에 많은 유명인이 자신의 모습을 프린트하기를 원했다.
- 기타 : 지폐, 원자폭탄, 권총, 자유의 여신상, 전기의자, 석양, 꽃, 최후의 만찬

### 영화
실크 스크린 프린트를 제작 한편 1963년부터 1968년에 걸쳐 60편 이상의 영화도 다루었다. 그러나 실험영화 같은 작품으로 일반에 알려진 것은 적다. 처음 공개된 작품은 1966년 《첼시 걸즈》이며, 가장 유명한 것은 잠자는 남자를 5시간 동안 계속 비춰주는 《잠》(Sleep)(1963년)이라는 작품이다. 그는 액션 영화를 좋아하지 않았고 (본질적으로 동일함에도 불구하고, 사소한 차이를 고집하고 있기 때문에) 자신의 영화가 "근본적으로 같을 뿐만 아니라, 세세한 부분까지 완전히 똑같은 것"을 원했다. 끝없이 변화가 없는 영상은 보편적인 것을 테마로 한 워홀의 관점에서 보면 이상적인 것이었는지도 모른다. 이후에도 영화 제작을 하였고, 극 영화도 제작하였다. 뉴욕의 유명 호텔 "첼시"를 무대로, 각 객실에서 펼쳐지는 인간의 희로애락을 임의의 2방만 적절한 시간을 선택하여, 2개의 화면을 이용하여 무작위로 계속 비춰주는 (도중 한쪽 스크린은 니코의 모습이 임의로 삽입된다), 《첼시 걸즈》(1966년)는 미국에서 출판에서 대히트를 했다.
1970년대에 들어와서는 이전의 작품은 완전히 다른 조 달레산드로(Joe Dallesandro)와 우도 기어(Joe Dallesandro)를 주연으로 한 《악마의 죽음》(1974년)와 《처녀의 생피》(1975년) 등 공포 영화 감독도 시도하였다.

### 책
앤디 워홀의 철학The Philosophy of Andy Warhol(From A to B & Back Again)(1975)
(2007) 열린책들 김정신 옮김 9788990641175
앤디 워홀 일기The Andy Warhol's Diaries(1989)
(2009) 열린책들 홍예빈 옮김 9788990641380

## 갤러리

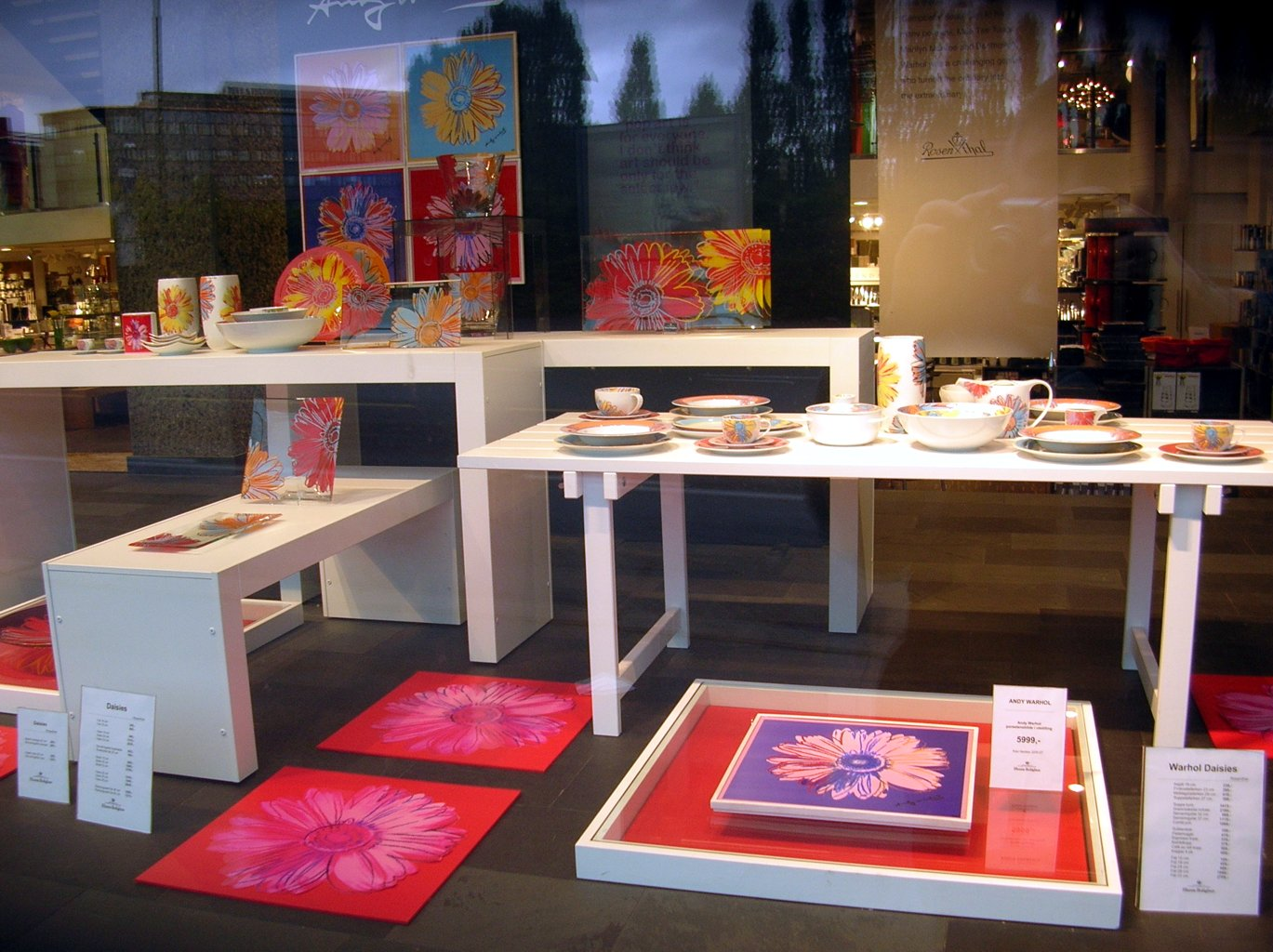
오슬로 샵의 디자인
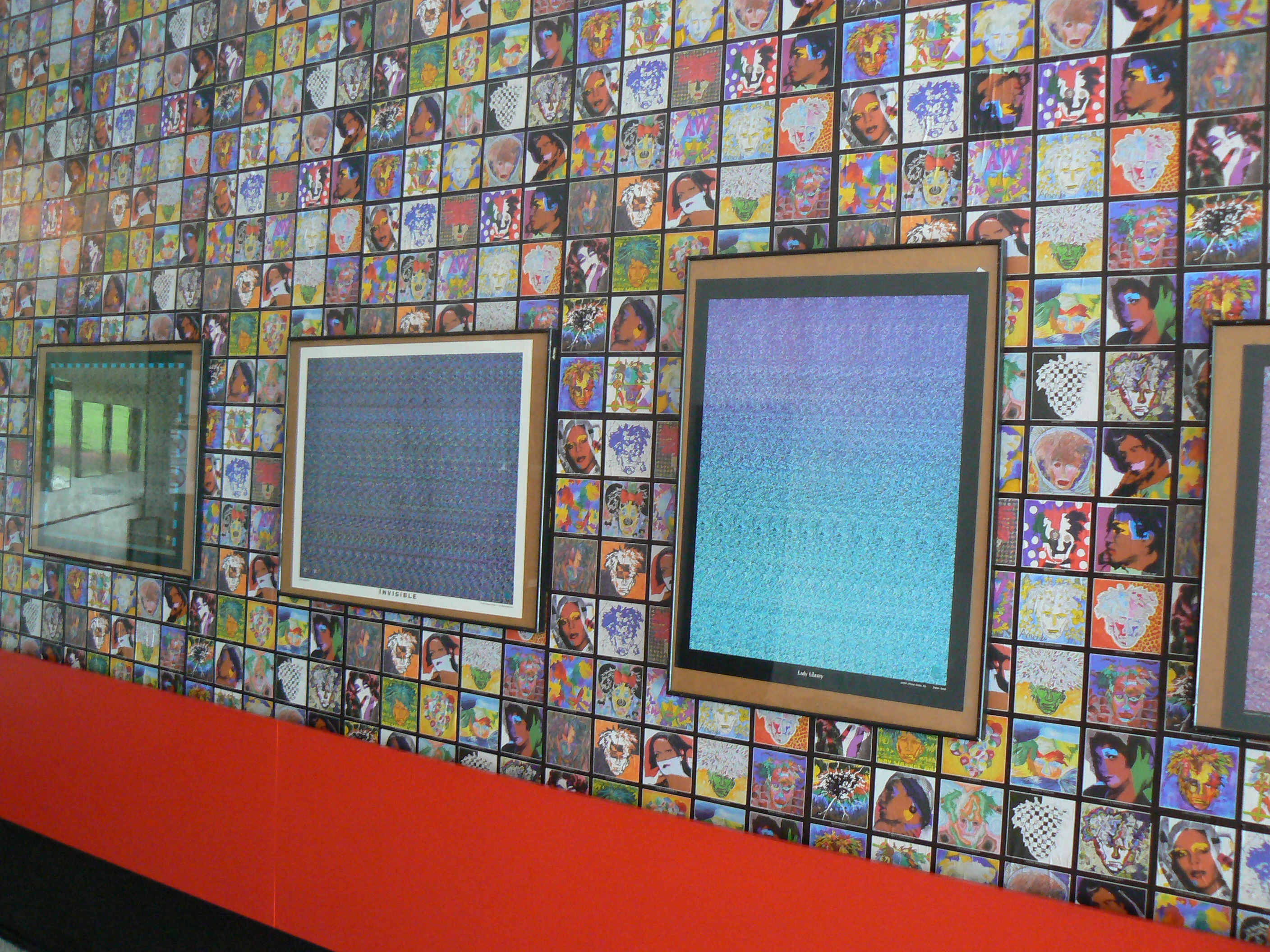
앤디 워홀 박물관
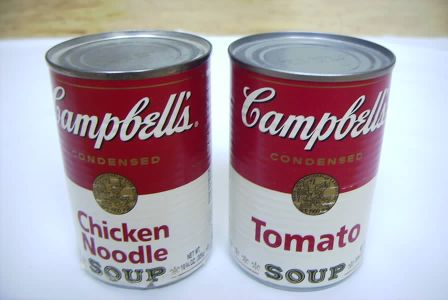
수프 캔
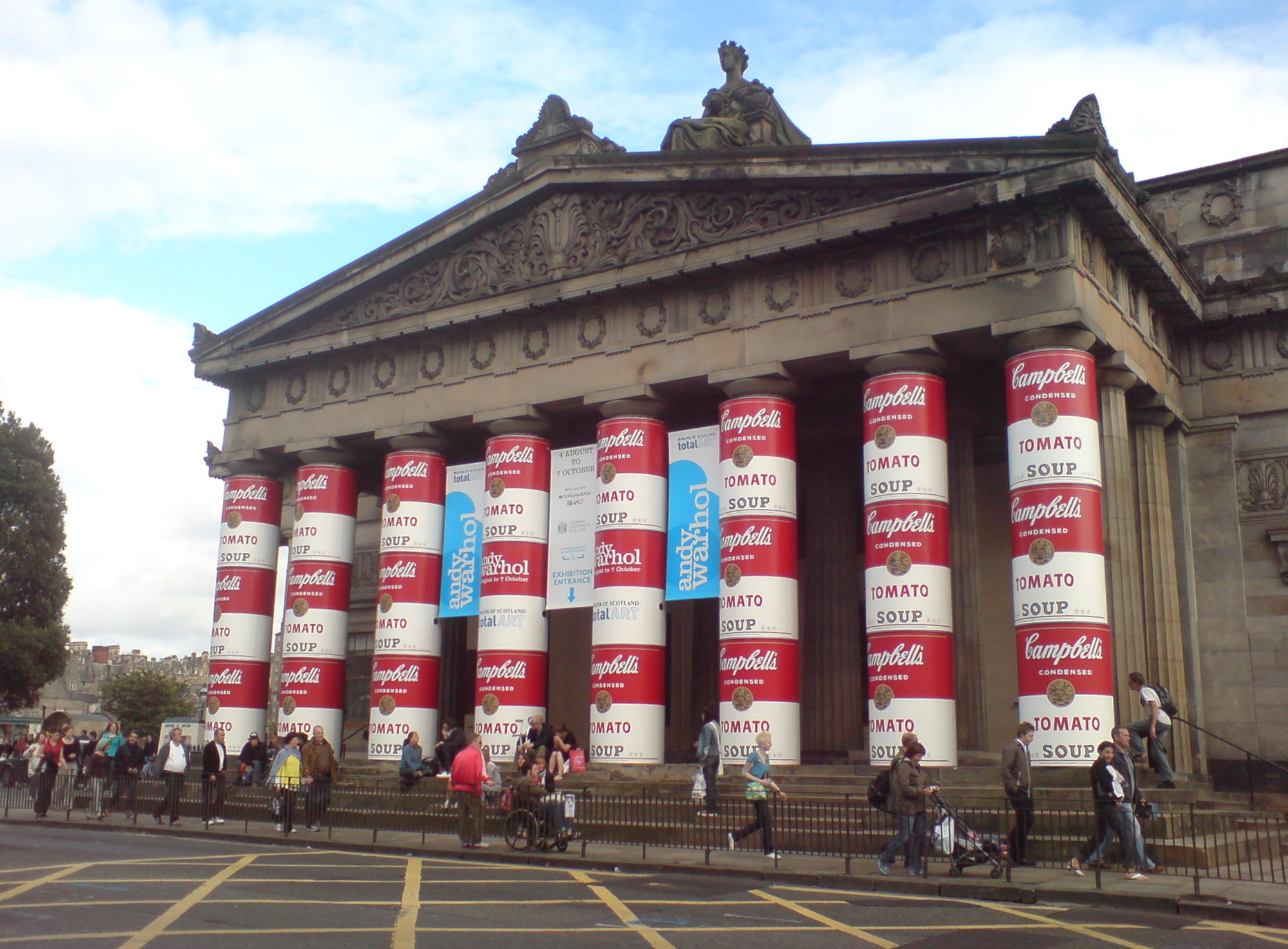
워홀 미술관

## 같이 보기
- 팝 아트
- 클래스 올덴버그
- 로이 리히텐슈타인
- 제프 쿤스
- 에디 세즈윅
- 장미셸 바스키아